# Studium
Studium je cílená a systematická činnost, směřující k získávání znalostí, zkušeností nebo k získávání poznatků vůbec.
Studovat lze v různých školách. Může to být např.
- střední škola
- vyšší odborná škola
- vysoká škola
- univerzita
- učňovská škola
- odborná škola

Vzdělávání žáků (mimo vysokou školu) může být různě organizováno (tzv. formy vzdělávání): denní forma vzdělávání, večerní forma vzdělávání, dálková forma vzdělávání, distanční forma vzdělávání, kombinovaná forma vzdělávání.
Studium posluchačů (studentů na vysokých školách) může být rovněž různě organizováno (tzv. formy studia): prezenční studium, distanční studium, kombinované studium. Základní stupně vysokoškolského studia jsou pak: bakalářské studium, magisterské studium, doktorské studium (někdy též označované jako studium doktorandské). Mimoto vysoké školy (zejména univerzity) též často uskutečňují celoživotní vzdělávání (různé kurzy), resp. U3V (kurzy pro seniory).
Studium může představovat i návštěva kurzu nebo semináře.
Úspěšnost a efektivnost studia se zpravidla ověřuje pomocí různých průběžných testů a zkoušek, zápočtů, cvičení, resp. seminářů; ukončuje se klasifikací.
Osoba, která se věnuje studiu je student.